# Temperatura resultante
La temperatura resultante es un índice de sensación térmica que se define como la temperatura seca de un recinto similar al del problema, pero con aire en reposo y parámetros a la misma temperatura del aire, que produjera la misma sensación térmica que el recinto problema con igual presión de vapor, actividad e indumento.
Engloba la temperatura seca, la temperatura radiante media y la velocidad del aire.
- Datos: Q11704298